# Абаунса, Хусто
Хосе Хусто Абаунса-и-Муньос-де-Авилес (исп. José Justo Abaunza y Muñoz de Avilés, 15 марта 1778 — октябрь 1872) — никарагуанский адвокат и политик, несколько раз временно занимавший должность главы государства.

## Биография
Родился в 1778 году в Никое (сейчас на территории Коста-Рики, однако по административному делению XVIII века относился к провинции Никарагуа), пошёл в армию. В 1803 году священник из города Масая заявил, что, согласно записям о крещении и данным переписи населения, в округе имеются люди испанского происхождения в возрасте от 25 до 60 лет, которые подходят для гражданской службе, и лейтенант Хусто Абаунса вместе с рядом других против воли губернатора был введён в состав местных органов власти.
Когда в 1844 году сальвадорско-гондурасская «Армия защиты мира» под руководством сальвадорского президента, консерватора Малеспина вступила на территорию Никарагуа и осадила Леон, то консерваторы Гранады и Риваса не стали поддерживать Леон, всегда служивший оплотом либералов, а организовали в Масае временное правительство страны, которое возглавил Сильвестре Сельва; Хусто Абаунса был одним из двух комиссаров, отправленных Сельвой на переговоры с Малеспином. По окончании войны стал губернатором департамента Леон.
В 1850 году, когда Верховный директор Никарагуа Норберто Рамирес попросил разрешения временно оставить должность, Хусто Абаунса три месяца временно занимал пост главы исполнительной власти. Когда в 1851 году истёк конституционный срок пребывания Рамиреса у власти, он вновь временно передал полномочия Абаунсе, так как избранный вместо него Хосе Лауреано Пинеда не смог вступить в должность сразу.
В августе того же 1851 года произошёл военный переворот, лишивший Пинеду власти. Пинеда и члены его правительства бежали в Гондурас, а городской совет Леона и члены Парламента избрали Абаунсу временно исполняющим обязанности Верховного директора страны. В ноябре Пинеда, получивший военную помощь в Гондурасе, вернулся с войсками, и Леон капитулировал.
После этого Хусто Абаунса уехал в Сальвадор, где вместе с Хосе Марией Сильвой принимал участие в редактировании Гражданского кодекса и Уголовного кодекса.
Среди потомков Хосе Хусто Абаунсы — Лила Абаунса, супруга президента Никарагуа Энрике Хосе Боланьоса.